# Brandon Flowers
Brandon Richard Flowers (născut pe 21 iunie 1981, în Nevada, SUA) este vocalistul, clăparul și principalul compozitor al trupei americane de rock alternativ The Killers.

## Copilăria și adolescența
Brandon este cel mai mic dintre cei șase copii ai familiei Flowers, născut în anul 1981, în Henderson (în afara orașului Las Vegas). Părinții săi au rădăcini scoțiene și lituaniene. Mama sa era casnică și tatăl său lucra pentru un magazin alimentar. El mai are un frate și patru surori. Cu toții au fost crescuți în spiritul religiei mormone, iar Brandon a rămas un membru devotat al acesteia.
Când a împlinit opt ani, s-a mutat împreună cu familia în Payson, Utah, unde a rămas un an. În anul următor, familia Flowers s-a mutat la Nephi, tot în Utah, unde Brandon a rămas până în primul an de liceu, atunci când s-a mutat înapoi la Las Vegas.
Formația despre care Flowers spune că l-a inspirat în a face muzică mai degrabă decât în a o asculta a fost The Cars, iar persoana care l-a influențat foarte mult în domeniul muzicii a fost fratele său cu 12 ani mai mare decât el, Shane: „...asculta The Cars, The Beatles, Morrissey, și The Cure. Se uita mereu la 'Rattle and Hum' al celor de la U2 și la videoclipurile lui Morrissey. Mă strecuram în camera lui când era la școală. Avea cele mai tari postere. Cum ar fi acela al celor de la The Cure din The Head On The Door, unde au fețele vopsite.”.
Din punct de vedere muzical, Flowers se identifică drept un anglofil, fiind fan al trupelor New Order, The Smiths, Oasis și Pet Shop Boys și consideră că melodia acestora din urmă, „Being Boring”, în special versurile I never dreamt that I would get to be / The creature that I always meant to be (traducere: Nu am visat niciodată că voi ajunge să fiu / Persoana care am vrut mereu să fiu) reprezintă motto-ul său de viață.

## Cariera
După ce a renunțat la colegiu, Flowers a fost pentru o vreme portar la „Gold Coast Hotel and Casino” din Las Vegas. Prima formație cu care a cântat a fost trupa de synth pop The Blush Response, însă s-a despărțit repede de ei, declinând oferta de a se muta împreună cu ei în Los Angeles, California. După ce a asistat la un concert Oasis, Flowers a realizat că dorește să cânte într-o trupă de rock. Întâlnirea cu Dave Keuning s-a produs în urma unui anunț dat de acesta din urmă într-un ziar, și a fost determinată de faptul că la influențe muzicale, Keuning scrisese, printre alte formații, The Cure și Oasis. Keuning avea să își amintească despre această primă întâlnire într-un interviu de mai apoi: „M-am gândit că are pantofi ciudați... Avea aceiași pantofi pe care îi purtau și Oasis - Clarks!”
În august 2002, după ce au schimbat mai mulți basiști și toboșari, Flowers și Keuning i-au cooptat în trupă pe basistul Mark Stoermer și pe toboșarul Ronnie Vannucci Jr. În această formulă, The Killers au scos trei albume de studio, o compilație și șaisprezece single-uri.
Majoritatea versurilor cântecelor The Killers sunt scrise de Flowers.

## Trivia
- Conform revistei Las Vegas Review-Journal, părinții lui Flowers au susținut mereu decizia fiului lor de a deveni artist, fiind adesea singurii oameni din public la primele concerte The Killers.

- Brandon Flowers este căsătorit din 2005 cu Tana Brooke Mundkowsky și are trei copii, Ammon Richard, născut pe 14 iulie 2007, Gunnar, născut pe 28 iulie 2009 și Henry, născut pe 9 martie 2011.

- Flowers a descris religia drept o parte importantă a vieții lui, explicând că în general încearcă să se ferească de excesele care sunt o parte componentă a scenei muzicale. „Fumez și beau ocazional”, recunoaște el, „dar încerc - sunt un simplu om”[3]. Întrebat într-un interviu dacă experimentele cu machiajul și cu îmbrăcămintea pe care le face pe scenă sunt îngăduite, dacă nu reprezintă un semn de rebeliune, Flowers a răspuns „N-aș zice că am fost un rebel, dar nu cred că machiajul s-ar potrivi prea bine la biserică.”[6]